# 五城目テレビ中継局
五城目テレビ中継局（ごじょうめテレビちゅうけいきょく）は、秋田県南秋田郡五城目町に置かれているテレビ中継局である。
当項では2008年（平成20年）12月19日に開局したデジタルテレビの中継局及び1978年（昭和53年）に廃止されたNHK五城目馬場目中継局ついても併せて記述する。

## 概要
- 当中継局は、五城目町馬場目字柚ノ沢1番21号の薬師山に置かれ、五城目町内などへ電波を発射している。

## 中継局概要

### デジタルテレビ中継局
| リモコンキーID | 放送局名        | 物理チャンネル | 空中線電力 | ERP  | 放送対象地域 | 放送区域内世帯数 |
| 1              | NHK秋田総合     | 42ch           | 500mW      | 2.2W | 秋田県       | 約3400世帯       |
| 2              | NHK秋田教育     | 34ch           | 500mW      | 2.2W | 全国         | 約3400世帯       |
| 4              | ABS秋田放送     | 39ch           | 500mW      | 2.2W | 秋田県       | 約3400世帯       |
| 5              | AAB秋田朝日放送 | 40ch           | 500mW      | 2.2W | 秋田県       | 約3400世帯       |
| 8              | AKT秋田テレビ   | 41ch           | 500mW      | 2.2W | 秋田県       | 約3400世帯       |

- 放送エリアは、五城目町と八郎潟町の各一部地域。

### アナログテレビ中継局
| 放送局名           | チャンネル | 空中線電力        | ERP                  | 放送対象地域 | 放送区域内世帯数 | 廃止年月日                |
| 五城目中継局       |            |                   |                      |              |                  |                           |
| AKT秋田テレビ      | 43ch       | 映像5W /音声1.25W | 映像48W /音声12W     | 秋田県       | 不明             | 2011年（平成23年）7月24日 |
| ABS秋田放送        | 45ch       | 映像10W /音声2.5W | 映像1.05kW /音声270W | 秋田県       | 不明             | 2011年（平成23年）7月24日 |
| NHK秋田総合        | 47ch       | 映像10W /音声2.5W | 映像1.05kW /音声270W | 秋田県       | 不明             | 2011年（平成23年）7月24日 |
| NHK秋田教育        | 49ch       | 映像10W /音声2.5W | 映像1.05kW /音声270W | 全国         | 不明             | 2011年（平成23年）7月24日 |
| AAB秋田朝日放送    | 51ch       | 映像5W /音声1.25W | 映像48W /音声12W     | 秋田県       | 不明             | 2011年（平成23年）7月24日 |
| 五城目馬場目中継局 |            |                   |                      |              |                  |                           |
| NHK秋田総合テレビ  | 54ch       | 映像3W /音声750mW | 不明                 | 秋田県       | 不明             | 1978年（昭和53年）4月6日  |
| NHK秋田教育        | 52ch       | 映像3W /音声750mW | 不明                 | 全国         | 不明             | 1978年（昭和53年）4月6日  |